# Serie A1 w piłce siatkowej mężczyzn (2021/2022)
Serie A1 siatkarzy 2021/2022 – 77. sezon walki o mistrzostwo Włoch organizowany przez Lega Pallavolo Serie A pod egidą Włoskiego Związku Piłki Siatkowej (wł. Federazione Italiana Pallavolo, FIPAV).

## Drużyny uczestniczące
| \| \| Uczestnicy poprzedniej edycji \| \| \| \| --------------------------------------------------------------------------------------------------------------------------------------------------------------------------------- \| ------------------------------------ \| -- \| --- \| \| LUB \| Cucine Lube Civitanova \| 1 \| LM \| \| PER \| Sir Safety Conad Perugia \| 2 \| LM \| \| TRE \| Itas Trentino \| 3 \| LM \| \| MON \| Vero Volley Monza \| 4 \| CEV \| \| MOD \| Leo Shoes PerkinElmer Modena \| 5 \| CEV \| \| CAL \| Tonno Callipo Calabria Vibo Valentia \| 6 \| \| \| PIA \| Gas Sales Bluenergy Piacenza \| 7 \| \| \| MIL \| Allianz Milano \| 8 \| \| \| WER \| Werona Volley \| 9 \| \| \| RAW \| Consar RCM Rawenna \| 10 \| \| \| PAD \| Kioene Padwa \| 11 \| \| \| CIS \| Top Volley Cisterna \| 12 \| \| \| \| Awans z Serie A2 \| \| \| \| TAR \| Gioiella Prisma Taranto \| 1 \| \| \| Oznaczenia: - kolumna pierwsza – skróty nazw drużyn wpisane na mapie (jeśli ta została zamieszczona), - kolumna trzecia – miejsce zajęte przez daną drużynę w poprzednim sezonie. \| \| \| \| |                                      | LUBPERTREMONMODCALPIAMILWERRAWPADCISTAR Lokalizacja klubów |     |
| | Uczestnicy poprzedniej edycji        |                                                            |     |
| LUB | Cucine Lube Civitanova               | 1                                                          | LM  |
| PER | Sir Safety Conad Perugia             | 2                                                          | LM  |
| TRE | Itas Trentino                        | 3                                                          | LM  |
| MON | Vero Volley Monza                    | 4                                                          | CEV |
| MOD | Leo Shoes PerkinElmer Modena         | 5                                                          | CEV |
| CAL | Tonno Callipo Calabria Vibo Valentia | 6                                                          |     |
| PIA | Gas Sales Bluenergy Piacenza         | 7                                                          |     |
| MIL | Allianz Milano                       | 8                                                          |     |
| WER | Werona Volley                        | 9                                                          |     |
| RAW | Consar RCM Rawenna                   | 10                                                         |     |
| PAD | Kioene Padwa                         | 11                                                         |     |
| CIS | Top Volley Cisterna                  | 12                                                         |     |
| | Awans z Serie A2                     |                                                            |     |
| TAR | Gioiella Prisma Taranto              | 1                                                          |     |
| Oznaczenia: - kolumna pierwsza – skróty nazw drużyn wpisane na mapie (jeśli ta została zamieszczona), - kolumna trzecia – miejsce zajęte przez daną drużynę w poprzednim sezonie. |                                      |                                                            |     |

## Hale sportowe
| Klub                                 | Hala sportowa          | Liczba miejsc siedzących |
| ------------------------------------ | ---------------------- | ------------------------ |
| Gas Sales Bluenergy Piacenza         | PalaBanca              | 3700                     |
| Top Volley Cisterna                  | Palazzetto dello Sport | 7047                     |
| Allianz Milano                       | Allianz Cloud          | 5000                     |
| Vero Volley Monza                    | Candy Arena            | 4500                     |
| Leo Shoes PerkinElmer Modena         | PalaPanini             | 5219                     |
| Kioene Padwa                         | Kioene Arena           | 3916                     |
| Sir Safety Conad Perugia             | Pala Barton            | 5300                     |
| Consar RCM Rawenna                   | Palazzo Mauro De André | 3500                     |
| Cucine Lube Civitanova               | Eurosuole Forum        | 4200                     |
| Itas Trentino                        | BLM Group Arena        | 4360                     |
| Werona Volley                        | PalaOlimpia            | 5350                     |
| Tonno Callipo Calabria Vibo Valentia | PalaMaiata             | 2500                     |
| Gioiella Prisma Taranto              | PalaMazzola            | 5000                     |

## Trenerzy
| Klub                                 | Pierwszy trener      | Narodowość | Drugi trener        | Narodowość |
| ------------------------------------ | -------------------- | ---------- | ------------------- | ---------- |
| Allianz Milano                       | Roberto Piazza       | Włochy     | Marco Camperi       | Włochy     |
| Consar RCM Rawenna                   | Emanuele Zanini      | Włochy     | Leondino Giombini   | Włochy     |
| Cucine Lube Civitanova               | Gianlorenzo Blengini | Włochy     | Romano Giannini     | Włochy     |
| Gas Sales Bluenergy Piacenza         | Lorenzo Bernardi     | Włochy     | Massimo Botti       | Włochy     |
| Gioiella Prisma Taranto              | Vincenzo Di Pinto    | Włochy     | Saverio Di Lascio   | Włochy     |
| Itas Trentino                        | Angelo Lorenzetti    | Włochy     | Francesco Petrella  | Włochy     |
| Kioene Padwa                         | Jacopo Cuttini       | Włochy     | Matteo Trolese      | Włochy     |
| Leo Shoes PerkinElmer Modena         | Andrea Giani         | Włochy     | Sebastian Carotti   | Włochy     |
| Sir Safety Conad Perugia             | Nikola Grbić         | Serbia     | Antonio Valentini   | Włochy     |
| Tonno Callipo Calabria Vibo Valentia | Valerio Baldovin     | Włochy     | Francesco Guarnieri | Włochy     |
| Top Volley Cisterna                  | Fabio Soli           | Włochy     | Maurizio Cibba      | Włochy     |
| Vero Volley Monza                    | Massimo Eccheli      | Włochy     | Giuseppe Ambrosio   | Włochy     |
| Werona Volley                        | Radostin Stojczew    | Bułgaria   | Cwetelin Iwanow     | Bułgaria   |

### Zmiany trenerów
| Klub                     | Były trener     | Narodowość | Data odejścia | Powód            | Nowy trener  | Narodowość | Data przyjścia |       |
| ------------------------ | --------------- | ---------- | ------------- | ---------------- | ------------ | ---------- | -------------- | ----- |
| Przed sezonem            |                 |            |               |                  |              |            |                |       |
| Sir Safety Conad Perugia | Carmine Fontana | Włochy     | — (II trener) | koniec kontraktu | Nikola Grbić | Serbia     | 18.05.2021     | [ 1 ] |
| Top Volley Cisterna      | Slobodan Kovač  | Serbia     | 20.04.2021    | koniec kontraktu | Fabio Soli   | Włochy     | 22.04.2021     | [ 2 ] |

## Faza zasadnicza

### Tabela wyników
| Gospodarz \ Gość1                    | LUB | PER | TRE | MON | MOD | CAL | PIA | MIL | WER | RAW | PAD | CIS | TAR |
| ------------------------------------ | --- | --- | --- | --- | --- | --- | --- | --- | --- | --- | --- | --- | --- |
| Cucine Lube Civitanova               | -   | 1:3 | 3:2 | 3:0 | 3:1 | 3:0 | 2:3 | 3:0 | 3:0 | 3:0 | 3:0 | 3:1 | 3:0 |
| Sir Safety Conad Perugia             | 3:0 | -   | 3:0 | 3:1 | 2:3 | 3:0 | 3:1 | 3:0 | 3:0 | 3:0 | 3:1 | 3:0 | 3:0 |
| Itas Trentino                        | 3:1 | 3:2 | -   | 3:1 | 2:3 | 3:0 | 3:1 | 3:2 | 3:0 | 3:0 | 2:3 | 3:0 | 3:0 |
| Vero Volley Monza                    | 0:3 | 1:3 | 1:3 | -   | 3:1 | 0:3 | 3:0 | 0:3 | 3:2 | 3:0 | 2:3 | 3:1 | 3:0 |
| Leo Shoes PerkinElmer Modena         | 3:1 | 2:3 | 3:0 | 3:0 | -   | 3:0 | 1:3 | 3:0 | 3:0 | 3:1 | 3:1 | 2:3 | 3:1 |
| Tonno Callipo Calabria Vibo Valentia | 0:3 | 0:3 | 1:3 | 2:3 | 1:3 | -   | 0:3 | 0:3 | 3:0 | 3:0 | 3:2 | 2:3 | 3:1 |
| Gas Sales Bluenergy Piacenza         | 0:3 | 0:3 | 1:3 | 3:0 | 2:3 | 3:0 | -   | 3:2 | 3:0 | 3:1 | 3:0 | 3:1 | 3:0 |
| Allianz Milano                       | 0:3 | 1:3 | 0:3 | 3:2 | 2:3 | 3:0 | 3:1 | -   | 3:1 | 3:1 | 3:1 | 2:3 | 3:1 |
| Werona Volley                        | 1:3 | 1:3 | 3:2 | 3:1 | 1:3 | 3:1 | 3:2 | 3:2 | -   | 3:1 | 3:1 | 1:3 | 3:2 |
| Consar RCM Rawenna                   | 0:3 | 0:3 | 0:3 | 1:3 | 0:3 | 1:3 | 1:3 | 2:3 | 1:3 | -   | 1:3 | 1:3 | 0:3 |
| Kioene Padwa                         | 0:3 | 1:3 | 1:3 | 0:3 | 0:3 | 3:1 | 3:2 | 0:3 | 3:0 | 3:2 | -   | 3:2 | 2:3 |
| Top Volley Cisterna                  | 0:3 | 1:3 | 3:0 | 2:3 | 2:3 | 3:1 | 3:0 | 0:3 | 1:3 | 3:0 | 1:3 | -   | 3:1 |
| Gioiella Prisma Taranto              | 0:3 | 1:3 | 1:3 | 2:3 | 3:1 | 1:3 | 3:1 | 2:3 | 3:0 | 3:0 | 3:0 | 3:1 | -   |

Źródło:  (wł.)
1 Drużyna gospodarzy jest wymieniona po lewej stronie tabeli.
Kolory:
  zwycięstwo gospodarzy 3:0 lub 3:1
  zwycięstwo gospodarzy 3:2
  zwycięstwo gości 3:0 lub 3:1
  zwycięstwo gości 3:2

### Terminarz i wyniki
| Data                                           | Godz. | Gospodarz                            | Rezultat                                       | Gość                                 | Widzów | MVP                        |
| ---------------------------------------------- | ----- | ------------------------------------ | ---------------------------------------------- | ------------------------------------ | ------ | -------------------------- |
| 1. KOLEJKA                                     |       |                                      |                                                |                                      |        |                            |
| Allianz Milano – pauzuje                       |       |                                      |                                                |                                      |        |                            |
| 09.10.2021                                     | 18:00 | Kioene Padwa                         | 0:3 (21:25, 20:25, 19:25) raport               | Cucine Lube Civitanova               | 1336   | Luciano De Cecco           |
| 10.10.2021                                     | 15:30 | Gas Sales Bluenergy Piacenza         | 3:1 (25:17, 25:17, 19:25, 27:25) raport        | Consar RCM Rawenna                   | 621    | Antoine Brizard            |
| 10.10.2021                                     | 18:00 | Sir Safety Conad Perugia             | 3:0 (25:22, 25:18, 25:23) raport               | Top Volley Cisterna                  | 1853   | Matthew Anderson           |
| 10.10.2021                                     | 18:00 | Vero Volley Monza                    | 3:1 (24:26, 25:23, 28:26, 25:20) raport        | Leo Shoes PerkinElmer Modena         | 1250   | Georg Grozer               |
| 10.10.2021                                     | 20:30 | Gioiella Prisma Taranto              | 1:3 (19:25, 17:25, 25:22, 20:25) raport        | Tonno Callipo Calabria Vibo Valentia | 580    | Douglas Souza da Silva     |
| 12.10.2021                                     | 20:30 | Itas Trentino                        | 3:0 (25:16, 29:27, 25:23) raport               | Werona Volley                        | 1270   | Matej Kazijski             |
| 2. KOLEJKA                                     |       |                                      |                                                |                                      |        |                            |
| Leo Shoes PerkinElmer Modena – pauzuje         |       |                                      |                                                |                                      |        |                            |
| 16.10.2021                                     | 18:00 | Consar Rawenna                       | 0:3 (18:25, 22:25, 19:25) raport               | Gioiella Prisma Taranto              | 958    | Luigi Randazzo             |
| 16.10.2021                                     | 20:30 | Top Volley Cisterna                  | 1:3 (22:25, 22:25, 25:19, 22:25) raport        | Kioene Padwa                         | 679    | Eric Loeppky               |
| 17.10.2021                                     | 15:30 | Cucine Lube Civitanova               | 2:3 (25:23, 16:25, 25:23, 22:25, 12:15) raport | Gas Sales Bluenergy Piacenza         | 1586   | Adis Lagumdzija            |
| 17.10.2021                                     | 18:00 | Werona Volley                        | 1:3 (18:25, 19:25, 25:22, 23:25) raport        | Sir Safety Conad Perugia             | 1231   | Simone Giannelli           |
| 17.10.2021                                     | 18:00 | Allianz Milano                       | 3:2 (18:25, 27:25, 25:15, 20:25, 15:8) raport  | Vero Volley Monza                    | 1479   | Barthélémy Chinenyeze      |
| 17.10.2021                                     | 20:30 | Tonno Callipo Calabria Vibo Valentia | 1:3 (21:25, 16:25, 29:27, 21:25) raport        | Itas Trentino                        | 924    | Alessandro Michieletto     |
| 3. KOLEJKA                                     |       |                                      |                                                |                                      |        |                            |
| Sir Safety Conad Perugia – pauzuje             |       |                                      |                                                |                                      |        |                            |
| 30.10.2021                                     | 18:00 | Gas Sales Bluenergy Piacenza         | 3:2 (16:25, 25:21, 26:24, 20:25, 15:6) raport  | Allianz Milano                       | 1045   | Maxwell Holt               |
| 30.10.2021                                     | 20:30 | Leo Shoes PerkinElmer Modena         | 3:0 (25:20, 26:24, 25:22) raport               | Tonno Callipo Calabria Vibo Valentia | 2918   | Earvin N'Gapeth            |
| 31.10.2021                                     | 15:30 | Werona Volley                        | 1:3 (20:25, 27:29, 25:19, 21:25) raport        | Top Volley Cisterna                  | 1071   | Arthur Szwarc              |
| 31.10.2021                                     | 18:00 | Itas Trentino                        | 3:1 (25:16, 21:25, 25:11, 26:24) raport        | Cucine Lube Civitanova               | 2467   | Matej Kazijski             |
| 31.10.2021                                     | 18:00 | Kioene Padwa                         | 3:2 (25:14, 23:25, 25:18, 21:25, 15:8) raport  | Consar RCM Rawenna                   | 950    | Linus Weber                |
| 31.10.2021                                     | 20:30 | Vero Volley Monza                    | 3:0 (25:18, 25:23, 25:18) raport               | Gioiella Prisma Taranto              | 952    | Georg Grozer               |
| 4. KOLEJKA                                     |       |                                      |                                                |                                      |        |                            |
| Top Volley Cisterna – pauzuje                  |       |                                      |                                                |                                      |        |                            |
| 03.11.2021                                     | 20:30 | Cucine Lube Civitanova               | 3:0 (25:22, 25:20, 25:20) raport               | Werona Volley                        | 1596   | Marlon Yant Herrera        |
| 03.11.2021                                     | 20:30 | Tonno Callipo Calabria Vibo Valentia | 0:3 (20:25, 29:31, 23:25) raport               | Allianz Milano                       | 588    | Jean Patry                 |
| 03.11.2021                                     | 20:30 | Consar RCM Rawenna                   | 1:3 (17:25, 19:25, 25:19, 14:25) raport        | Vero Volley Monza                    | 947    | Santiago Orduna            |
| 03.11.2021                                     | 20:30 | Gioiella Prisma Taranto              | 1:3 (19:25, 25:23, 16:25, 17:25) raport        | Sir Safety Conad Perugia             | 1037   | Simone Giannelli           |
| 03.11.2021                                     | 20:30 | Leo Shoes PerkinElmer Modena         | 1:3 (25:20, 21:25, 20:25, 23:25) raport        | Gas Sales Bluenergy Piacenza         | 2918   | Adis Lagumdzija            |
| 03.11.2021                                     | 20:30 | Itas Trentino                        | 2:3 (25:17, 28:30, 24:26, 25:16, 17:19) raport | Kioene Padwa                         | 1378   | Mattia Bottolo             |
| 5. KOLEJKA                                     |       |                                      |                                                |                                      |        |                            |
| Kioene Padwa – pauzuje                         |       |                                      |                                                |                                      |        |                            |
| 06.11.2021                                     | 18:00 | Top Volley Cisterna                  | 3:1 (25:23, 27:25, 20:25, 25:20) raport        | Tonno Callipo Calabria Vibo Valentia | 786    | Stephen Maar               |
| 07.11.2021                                     | 15:30 | Allianz Milano                       | 0:3 (26:28, 26:28, 23:25) raport               | Cucine Lube Civitanova               | 4495   | Simone Anzani              |
| 07.11.2021                                     | 15:30 | Werona Volley                        | 3:2 (24:26, 25:20, 25:23, 19:25, 15:13) raport | Gioiella Prisma Taranto              | 1190   | Raphael Vieira de Oliveira |
| 07.11.2021                                     | 18:00 | Sir Safety Conad Perugia             | 3:0 (25:12, 25:21, 25:18) raport               | Itas Trentino                        | 2568   | Wilfredo León              |
| 07.11.2021                                     | 18:00 | Vero Volley Monza                    | 3:0 (25:22, 25:21, 25:17) raport               | Gas Sales Bluenergy Piacenza         | 1080   | Santiago Orduna            |
| 07.11.2021                                     | 20:30 | Consar RCM Rawenna                   | 0:3 (19:25, 17:25, 25:27) raport               | Leo Shoes PerkinElmer Modena         | 1263   | Joandry Leal               |
| 6. KOLEJKA                                     |       |                                      |                                                |                                      |        |                            |
| Werona Volley – pauzuje                        |       |                                      |                                                |                                      |        |                            |
| 13.11.2021                                     | 18:00 | Gioiella Prisma Taranto              | 3:0 (25:22, 25:21, 25:20) raport               | Kioene Padwa                         |        | Giulio Sabbi               |
| 13.11.2021                                     | 20:30 | Sir Safety Conad Perugia             | 3:0 (25:20, 25:19, 25:12) raport               | Allianz Milano                       | 2085   | Ołeh Płotnycki             |
| 14.11.2021                                     | 15:30 | Itas Trentino                        | 3:1 (19:25, 25:16, 27:25, 25:23) raport        | Vero Volley Monza                    | 1672   | Srećko Lisinac             |
| 14.11.2021                                     | 18:00 | Tonno Callipo Calabria Vibo Valentia | 3:0 (25:20, 25:22, 25:21) raport               | Consar RCM Rawenna                   | 532    | Yūji Nishida               |
| 14.11.2021                                     | 18:00 | Cucine Lube Civitanova               | 3:1 (22:25, 29:27, 25:19, 30:28) raport        | Leo Shoes PerkinElmer Modena         | 2360   | Roberlandy Simón Aties     |
| 14.11.2021                                     | 20:30 | Gas Sales Bluenergy Piacenza         | 3:1 (23:25, 25:22, 25:23, 25:21) raport        | Top Volley Cisterna                  | 1277   | Tonček Štern               |
| 7. KOLEJKA                                     |       |                                      |                                                |                                      |        |                            |
| Gioiella Prisma Taranto – pauzuje              |       |                                      |                                                |                                      |        |                            |
| 20.11.2021                                     | 18:00 | Top Volley Cisterna                  | 2:3 (18:25, 25:23, 23:25, 25:16, 14:16) raport | Vero Volley Monza                    |        | Uładzisłau Dawyskiba       |
| 21.11.2021                                     | 15:30 | Tonno Callipo Calabria Vibo Valentia | 0:3 (17:25, 19:25, 16:25) raport               | Cucine Lube Civitanova               | 863    | Luciano De Cecco           |
| 21.11.2021                                     | 18:00 | Consar RCM Rawenna                   | 0:3 (10:25, 20:25, 16:25) raport               | Sir Safety Conad Perugia             |        | Wilfredo León              |
| 21.11.2021                                     | 18:00 | Leo Shoes PerkinElmer Modena         | 3:0 (28:26, 25:15, 25:22) raport               | Itas Trentino                        |        | Earvin N'Gapeth            |
| 21.11.2021                                     | 18:00 | Allianz Milano                       | 3:1 (24:26, 25:22, 25:20, 25:18) raport        | Werona Volley                        | 1560   | Jean Patry                 |
| 21.11.2021                                     | 20:30 | Kioene Padwa                         | 3:2 (20:25, 21:25, 25:22, 25:23, 15:8) raport  | Gas Sales Bluenergy Piacenza         |        | Mattia Bottolo             |
| 8. KOLEJKA                                     |       |                                      |                                                |                                      |        |                            |
| Gas Sales Bluenergy Piacenza – pauzuje         |       |                                      |                                                |                                      |        |                            |
| 23.11.2021                                     | 20:30 | Allianz Milano                       | 2:3 (34:32, 21:25, 33:31, 21:25, 13:15) raport | Top Volley Cisterna                  |        | Domenico Cavaccini         |
| 24.11.2021                                     | 20:30 | Cucine Lube Civitanova               | 3:0 (25:18, 25:19, 25:16) raport               | Consar RCM Rawenna                   | 1166   | Gabriel Garcia Fernández   |
| 24.11.2021                                     | 20:30 | Gioiella Prisma Taranto              | 1:3 (23:25, 27:25, 18:25, 19:25) raport        | Itas Trentino                        |        | Alessandro Michieletto     |
| 24.11.2021                                     | 20:30 | Vero Volley Monza                    | 2:3 (23:25, 25:14, 17:25, 25:22, 12:15) raport | Kioene Padwa                         | 529    | Mattia Bottolo             |
| 24.11.2021                                     | 20:30 | Sir Safety Conad Perugia             | 2:3 (22:25, 12:25, 25:15, 25:22, 15:17) raport | Leo Shoes PerkinElmer Modena         | 2328   | Earvin N’Gapeth            |
| 24.11.2021                                     | 20:30 | Werona Volley                        | 3:1 (25:22, 25:22, 26:28, 26:24) raport        | Tonno Callipo Calabria Vibo Valentia | 1109   | Luca Spirito               |
| 9. KOLEJKA                                     |       |                                      |                                                |                                      |        |                            |
| Itas Trentino – pauzuje                        |       |                                      |                                                |                                      |        |                            |
| 27.11.2021                                     | 18:00 | Tonno Callipo Calabria Vibo Valentia | 2:3 (25:23, 25:22, 20:25, 18:25, 6:15) raport  | Vero Volley Monza                    | 499    | Georg Grozer               |
| 27.11.2021                                     | 20:30 | Consar RCM Rawenna                   | 2:3 (24:26, 21:25, 25:23, 25:21, 12:15) raport | Allianz Milano                       | 972    | Paolo Porro                |
| 28.11.2021                                     | 15:30 | Gas Sales Bluenergy Piacenza         | 3:0 (25:18, 28:26, 25:15) raport               | Gioiella Prisma Taranto              | 1322   | Thibault Rossard           |
| 28.11.2021                                     | 18:00 | Top Volley Cisterna                  | 0:3 (23:25, 23:25, 15:25) raport               | Cucine Lube Civitanova               |        | Roberlandy Simón Aties     |
| 28.11.2021                                     | 18:00 | Leo Shoes PerkinElmer Modena         | 3:0 (27:25, 25:22, 25:21) raport               | Werona Volley                        | 2972   | Earvin N’Gapeth            |
| 28.11.2021                                     | 20:30 | Kioene Padwa                         | 1:3 (22:25, 25:21, 22:25, 17:25) raport        | Sir Safety Conad Perugia             | 1941   | Simone Giannelli           |
| 10. KOLEJKA                                    |       |                                      |                                                |                                      |        |                            |
| Vero Volley Monza – pauzuje                    |       |                                      |                                                |                                      |        |                            |
| 18.11.2021                                     | 20:30 | Cucine Lube Civitanova               | 3:0 (25:20, 25:21, 25:12) raport               | Gioiella Prisma Taranto              | 1412   | Fabio Balaso               |
| 18.11.2021                                     | 20:30 | Itas Trentino                        | 3:1 (25:15, 21:25, 25:21, 25:23) raport        | Gas Sales Bluenergy Piacenza         | 1417   | Riccardo Sbertoli          |
| 04.12.2021                                     | 18:00 | Werona Volley                        | 3:1 (25:16, 25:17, 22:25, 25:20) raport        | Consar RCM Rawenna                   | 1199   | Luca Spirito               |
| 05.12.2021                                     | 15:30 | Sir Safety Conad Perugia             | 3:0 (25:21, 25:22, 25:13) raport               | Tonno Callipo Calabria Vibo Valentia | 2203   | Kamil Rychlicki            |
| 05.12.2021                                     | 18:00 | Allianz Milano                       | 3:1 (25:21, 25:21, 17:25, 26:24) raport        | Kioene Padwa                         | 1338   | Thomas Jaeschke            |
| 05.12.2021                                     | 18:00 | Top Volley Cisterna                  | 2:3 (27:25, 25:19, 18:25, 18:25, 11:15) raport | Leo Shoes PerkinElmer Modena         | 1129   | Nimir Abdel-Aziz           |
| 11. KOLEJKA                                    |       |                                      |                                                |                                      |        |                            |
| Tonno Callipo Calabria Vibo Valentia – pauzuje |       |                                      |                                                |                                      |        |                            |
| 10.11.2021                                     | 20:30 | Consar RCM Rawenna                   | 0:3 (16:25, 23:25, 12:25) raport               | Itas Trentino                        | 996    | Giulio Pinali              |
| 10.11.2021                                     | 20:30 | Vero Volley Monza                    | 0:3 (21:25, 17:25, 16:25) raport               | Cucine Lube Civitanova               | 1645   | Ricardo Lucarelli          |
| 08.12.2021                                     | 15:30 | Gioiella Prisma Taranto              | 3:1 (26:28, 25:22, 29:27, 27:25) raport        | Top Volley Cisterna                  | 515    | Giulio Sabbi               |
| 08.12.2021                                     | 18:00 | Kioene Padwa                         | 3:0 (25:21, 25:16, 25:21) raport               | Werona Volley                        | 1363   | Jan Zimmermann             |
| 08.12.2021                                     | 18:00 | Gas Sales Bluenergy Piacenza         | 0:3 (21:25, 22:25, 14:25) raport               | Sir Safety Conad Perugia             | 1836   | Wilfredo León              |
| 08.12.2021                                     | 20:30 | Leo Shoes PerkinElmer Modena         | 3:0 (25:17, 25:20, 25:15) raport               | Allianz Milano                       | 2968   | Bruno Rezende              |
| 12. KOLEJKA                                    |       |                                      |                                                |                                      |        |                            |
| Cucine Lube Civitanova – pauzuje               |       |                                      |                                                |                                      |        |                            |
| 11.12.2021                                     | 18:00 | Tonno Callipo Calabria Vibo Valentia | 3:2 (25:22, 25:20, 19:25, 24:26, 15:10) raport | Kioene Padwa                         | 720    | Maurício Borges Silva      |
| 12.12.2021                                     | 15:30 | Leo Shoes PerkinElmer Modena         | 3:1 (17:25, 27:25, 25:19, 25:16) raport        | Gioiella Prisma Taranto              | 2960   | Nimir Abdel-Aziz           |
| 12.12.2021                                     | 18:00 | Top Volley Cisterna                  | 3:0 (25:16, 25:16, 25:16) raport               | Consar RCM Rawenna                   | 666    | Petar Đirlić               |
| 12.12.2021                                     | 18:00 | Sir Safety Conad Perugia             | 3:1 (25:14, 25:18, 22:25, 25:20) raport        | Vero Volley Monza                    | 2283   | Matthew Anderson           |
| 23.12.2021                                     | 19:00 | Werona Volley                        | 3:2 (18:25, 25:22, 15:25, 25:20, 15:10) raport | Gas Sales Bluenergy Piacenza         |        | Mads Kyed Jensen           |
| 30.12.2021                                     | 20:30 | Allianz Milano                       | 0:3 (22:25, 18:25, 26:28) raport               | Itas Trentino                        | 1527   | Matej Kazijski             |
| 13. KOLEJKA                                    |       |                                      |                                                |                                      |        |                            |
| Consar RCM Rawenna – pauzuje                   |       |                                      |                                                |                                      |        |                            |
| 18.12.2021                                     | 18:00 | Kioene Padwa                         | 0:3 (22:25, 21:25, 18:25) raport               | Leo Shoes PerkinElmer Modena         | 1455   | Nimir Abdel-Aziz           |
| 19.12.2021                                     | 15:30 | Vero Volley Monza                    | 3:2 (25:17, 23:25, 26:24, 22:25, 17:15) raport | Werona Volley                        | 719    | Georg Grozer               |
| 19.12.2021                                     | 18:00 | Cucine Lube Civitanova               | 1:3 (15:25, 20:25, 30:28, 21:25) raport        | Sir Safety Conad Perugia             | 2693   | Wilfredo León              |
| 19.12.2021                                     | 20:30 | Itas Trentino                        | 3:0 (25:15, 25:14, 25:22) raport               | Top Volley Cisterna                  | 1330   | Daniele Lavia              |
| 02.01.2022                                     | 20:30 | Gioiella Prisma Taranto              | 2:3 (29:27, 22:25, 16:25, 25:21, 10:15) raport | Allianz Milano                       |        | Thomas Jaeschke            |
| 12.01.2022                                     | 20:30 | Gas Sales Bluenergy Piacenza         | 3:0 (27:25, 25:22, 25:23) raport               | Tonno Callipo Vibo Valentia          | 1098   | Francesco Recine           |
| Runda rewanżowa                                |       |                                      |                                                |                                      |        |                            |
| 14. KOLEJKA                                    |       |                                      |                                                |                                      |        |                            |
| Allianz Milano – pauzuje                       |       |                                      |                                                |                                      |        |                            |
| 26.12.2021                                     | 15:30 | Cucine Lube Civitanova               | 3:0 (25:20, 25:17, 25:20) raport               | Kioene Padwa                         | 1338   | Luciano De Cecco           |
| 26.12.2021                                     | 16:30 | Top Volley Cisterna                  | 1:3 (27:25, 19:25, 10:25, 19:25) raport        | Sir Safety Conad Perugia             |        | Wilfredo León              |
| 26.12.2021                                     | 18:00 | Werona Volley                        | 3:2 (13:25, 29:31, 25:20, 25:10, 15:12) raport | Itas Trentino                        | 1778   | Rok Možič                  |
| 30.12.2021                                     | 20:30 | Leo Shoes PerkinElmer Modena         | 3:0 (25:19, 25:22, 25:21) raport               | Vero Volley Monza                    | 2918   | Nimir Abdel-Aziz           |
| 09.02.2022                                     | 19:30 | Tonno Callipo Vibo Valentia          | 3:1 (25:15, 22:25, 25:20, 25:22) raport        | Gioiella Prisma Taranto              | 330    | Yūji Nishida               |
| 02.03.2022                                     | 20:30 | Consar RCM Rawenna                   | 1:3 (24:26, 26:24, 22:25, 20:25) raport        | Gas Sales Bluenergy Piacenza         |        | Aaron Russell              |
| 15. KOLEJKA                                    |       |                                      |                                                |                                      |        |                            |
| Leo Shoes PerkinElmer Modena – pauzuje         |       |                                      |                                                |                                      |        |                            |
| 29.12.2021                                     | 20:30 | Sir Safety Conad Perugia             | 3:0 (25:20, 25:20, 25:18) raport               | Werona Volley                        | 2149   | Ołeh Płotnycki             |
| 30.12.2021                                     | 20:30 | Kioene Padwa                         | 3:2 (25:17, 22:25, 17:25, 37:35, 15:11) raport | Top Volley Cisterna                  | 1017   | Petar Đirlić               |
| 19.01.2022                                     | 20:30 | Gas Sales Bluenergy Piacenza         | 0:3 (17:25, 28:30, 21:25) raport               | Cucine Lube Civitanova               | 1244   | Francesco Recine           |
| 26.01.2022                                     | 20:30 | Vero Volley Monza                    | 0:3 (22:25, 16:25, 22:25) raport               | Allianz Milano                       | 1053   | Yūki Ishikawa              |
| 26.01.2022                                     | 20:30 | Gioiella Prisma Taranto              | 3:0 (25:19, 25:20, 29:27) raport               | Consar RCM Rawenna                   | 460    | Luigi Randazzo             |
| 02.03.2022                                     | 20:30 | Itas Trentino                        | 3:0 (25:17, 25:21, 25:20) raport               | Tonno Callipo Vibo Valentia          | 1238   | Srećko Lisinac             |
| 16. KOLEJKA                                    |       |                                      |                                                |                                      |        |                            |
| Sir Safety Conad Perugia – pauzuje             |       |                                      |                                                |                                      |        |                            |
| 05.01.2022                                     | 17:00 | Gioiella Prisma Taranto              | 2:3 (25:22, 23:25, 25:19, 18:25, 10:15) raport | Vero Volley Monza                    | 475    | Donovan Džavoronok         |
| 06.01.2022                                     | 16:00 | Allianz Milano                       | 3:1 (31:29, 23:25, 25:22, 25:18) raport        | Gas Sales Bluenergy Piacenza         | 1038   | Matteo Piano               |
| 06.01.2022                                     | 18:00 | Tonno Callipo Vibo Valentia          | 1:3 (22:25, 25:21, 22:25, 22:25) raport        | Leo Shoes PerkinElmer Modena         | 501    | Earvin N'Gapeth            |
| 29.01.2022                                     | 18:00 | Top Volley Cisterna                  | 1:3 (25:23, 20:25, 23:25, 21:25) raport        | Werona Volley                        | 671    | Asparuch Asparuchow        |
| 02.02.2022                                     | 20:30 | Cucine Lube Civitanova               | 3:2 (20:25, 25:20, 17:25, 25:22, 15:13) raport | Itas Trentino                        | 1354   | Fabio Balaso               |
| 09.02.2022                                     | 20:30 | Consar RCM Rawenna                   | 1:3 (21:25, 21:25, 25:23, 18:25) raport        | Kioene Padwa                         |        | Mattia Bottolo             |
| 17. KOLEJKA                                    |       |                                      |                                                |                                      |        |                            |
| Top Volley Cisterna – pauzuje                  |       |                                      |                                                |                                      |        |                            |
| 09.01.2022                                     | 15:30 | Allianz Milano                       | 3:0 (25:18, 25:19, 25:13) raport               | Tonno Callipo Vibo Valentia          | 1256   | Paolo Porro                |
| 09.01.2022                                     | 18:00 | Gas Sales Bluenergy Piacenza         | 2:3 (22:25, 18:25, 25:18, 25:23, 13:15) raport | Leo Shoes PerkinElmer Modena         | 1268   | Tonček Štern               |
| 02.02.2022                                     | 20:30 | Sir Safety Conad Perugia             | 3:0 (25:17, 25:23, 25:23) raport               | Gioiella Prisma Taranto              | 705    | Kamil Rychlicki            |
| 16.02.2022                                     | 18:00 | Vero Volley Monza                    | 3:0 (25:14, 25:19, 25:20) raport               | Consar RCM Rawenna                   | 479    | Aleks Grozdanow            |
| 22.02.2022                                     | 20:30 | Kioene Padwa                         | 1:3 (25:27, 16:25, 25:20, 21:25) raport        | Itas Trentino                        | 1103   | Riccardo Sbertoli          |
| 12.03.2022                                     | 18:00 | Werona Volley                        | 1:3 (14:25, 25:23, 20:25, 18:25) raport        | Cucine Lube Civitanova               | 1932   | Ivan Zaytsev               |
| 18. KOLEJKA                                    |       |                                      |                                                |                                      |        |                            |
| Kioene Padwa – pauzuje                         |       |                                      |                                                |                                      |        |                            |
| 02.01.2022                                     | 18:00 | Gas Sales Bluenergy Piacenza         | 3:0 (25:23, 25:17, 34:32) raport               | Vero Volley Monza                    | 1141   | Francesco Recine           |
| 02.01.2022                                     | 18:00 | Itas Trentino                        | 3:2 (25:21, 21:25, 26:24, 22:25, 15:11) raport | Sir Safety Conad Perugia             | 1860   | Srećko Lisinac             |
| 16.01.2022                                     | 15:30 | Gioiella Prisma Taranto              | 3:0 (25:23, 25:23, 25:14) raport               | Werona Volley                        | 514    | Fabrizio Gironi            |
| 16.02.2022                                     | 19:30 | Tonno Callipo Vibo Valentia          | 2:3 (17:25, 21:25, 25:21, 25:17, 14:16) raport | Top Volley Cisterna                  | 435    | Petar Đirlić               |
| 09.03.2022                                     | 20:30 | Leo Shoes PerkinElmer Modena         | 3:1 (25:16, 26:24, 19:25, 25:17) raport        | Consar RCM Rawenna                   | 2918   | Nimir Abdel-Aziz           |
| 23.03.2022                                     | 20:30 | Cucine Lube Civitanova               | 3:0 (25:22, 25:19, 25:22) raport               | Allianz Milano                       | 1066   | Gabriel Garcia Fernández   |
| 19. KOLEJKA                                    |       |                                      |                                                |                                      |        |                            |
| Werona Volley – pauzuje                        |       |                                      |                                                |                                      |        |                            |
| 30.01.2022                                     | 15:30 | Kioene Padwa                         | 2:3 (21:25, 18:25, 25:21, 25:17, 12:15) raport | Gioiella Prisma Taranto              | 1012   | Marco Falaschi             |
| 30.01.2022                                     | 18:00 | Consar RCM Rawenna                   | 1:3 (21:25, 19:25, 25:23, 22:25) raport        | Tonno Callipo Vibo Valentia          | 932    | Yūji Nishida               |
| 30.01.2022                                     | 18:00 | Allianz Milano                       | 1:3 (21:25, 19:25, 25:23, 20:25) raport        | Sir Safety Conad Perugia             | 1878   | Matthew Anderson           |
| 30.01.2022                                     | 20:30 | Vero Volley Monza                    | 1:3 (25:23, 13:25, 21:25, 20:25) raport        | Itas Trentino                        | 1394   | Matej Kazijski             |
| 09.02.2022                                     | 20:30 | Top Volley Cisterna                  | 3:0 (25:17, 26:24, 25:23) raport               | Gas Sales Bluenergy Piacenza         | 529    | Michele Baranowicz         |
| 05.03.2022                                     | 20:30 | Leo Shoes PerkinElmer Modena         | 3:1 (25:21, 22:25, 25:20, 25:20) raport        | Cucine Lube Civitanova               | 3068   | Nimir Abdel-Aziz           |
| 20. KOLEJKA                                    |       |                                      |                                                |                                      |        |                            |
| Gioiella Prisma Taranto – pauzuje              |       |                                      |                                                |                                      |        |                            |
| 05.02.2022                                     | 18:00 | Werona Volley                        | 3:2 (17:25, 25:15, 19:25, 25:23, 23:21) raport | Allianz Milano                       | 1462   | Rok Možič                  |
| 05.02.2022                                     | 18:30 | Cucine Lube Civitanova               | 3:0 (25:17, 25:17, 25:12) raport               | Tonno Callipo Vibo Valentia          | 1082   | Ricardo Lucarelli          |
| 05.02.2022                                     | 20:30 | Sir Safety Conad Perugia             | 3:0 (25:18, 25:23, 25:16) raport               | Consar RCM Rawenna                   | 875    | Sebastián Solé             |
| 06.02.2022                                     | 18:00 | Vero Volley Monza                    | 3:1 (22:25, 25:23, 25:23, 25:18) raport        | Top Volley Cisterna                  | 711    | Thomas Beretta             |
| 06.02.2022                                     | 18:00 | Itas Trentino                        | 2:3 (25:23, 25:22, 19:25, 18:25, 13:15) raport | Leo Shoes PerkinElmer Modena         | 1400   | Nimir Abdel-Aziz           |
| 16.02.2022                                     | 19:30 | Gas Sales Bluenergy Piacenza         | 3:0 (25:20, 25:17, 25:19) raport               | Kioene Padwa                         | 947    | Thibault Rossard           |

### Tabela
| Lp. | Drużyna                              | Pkt | Mecze | Mecze | Mecze | Rodzaj wyniku | Rodzaj wyniku | Rodzaj wyniku | Rodzaj wyniku | Rodzaj wyniku | Rodzaj wyniku | Sety | Sety | Sety  | Małe punkty | Małe punkty | Małe punkty |
| Lp. | Drużyna                              | Pkt | M     | W     | P     | 3:0           | 3:1           | 3:2           | 2:3           | 1:3           | 0:3           | wyg. | prz. | stos. | zdob.       | str.        | stos.       |
| --- | ------------------------------------ | --- | ----- | ----- | ----- | ------------- | ------------- | ------------- | ------------- | ------------- | ------------- | ---- | ---- | ----- | ----------- | ----------- | ----------- |
| 1   | Sir Safety Conad Perugia             | 67  | 24    | 22    | 2     | 11            | 10            | 1             | 2             | 0             | 0             | 70   | 18   | 3.89  | 2136        | 1809        | 1.18        |
| 2   | Cucine Lube Civitanova               | 57  | 24    | 19    | 5     | 15            | 3             | 1             | 1             | 3             | 1             | 62   | 20   | 3.1   | 1957        | 1735        | 1.13        |
| 3   | Itas Trentino                        | 53  | 24    | 17    | 7     | 7             | 8             | 2             | 4             | 0             | 3             | 59   | 33   | 1.79  | 2146        | 1935        | 1.11        |
| 4   | Leo Shoes PerkinElmer Modena         | 51  | 24    | 18    | 6     | 7             | 6             | 5             | 2             | 4             | 0             | 62   | 34   | 1.82  | 2250        | 2092        | 1.08        |
| 5   | Allianz Milano                       | 41  | 24    | 13    | 11    | 5             | 5             | 3             | 5             | 1             | 5             | 50   | 44   | 1.14  | 2134        | 2085        | 1.02        |
| 6   | Gas Sales Bluenergy Piacenza         | 37  | 24    | 12    | 12    | 6             | 4             | 2             | 3             | 5             | 4             | 47   | 44   | 1.07  | 2057        | 2060        | 1           |
| 7   | Vero Volley Monza                    | 31  | 24    | 11    | 13    | 4             | 3             | 4             | 2             | 5             | 6             | 42   | 50   | 0.84  | 2024        | 2057        | 0.98        |
| 8   | Top Volley Cisterna                  | 30  | 24    | 10    | 14    | 3             | 4             | 3             | 3             | 7             | 4             | 43   | 52   | 0.83  | 2126        | 2161        | 0.98        |
| 9   | Werona Volley                        | 27  | 24    | 10    | 14    | 0             | 6             | 4             | 1             | 5             | 8             | 37   | 56   | 0.66  | 2053        | 2149        | 0.96        |
| 10  | Gioiella Prisma Taranto              | 26  | 24    | 8     | 16    | 4             | 3             | 1             | 3             | 7             | 6             | 37   | 53   | 0.7   | 1942        | 2094        | 0.93        |
| 11  | Kioene Padwa                         | 24  | 24    | 9     | 15    | 1             | 3             | 5             | 2             | 6             | 7             | 37   | 58   | 0.64  | 2052        | 2170        | 0.95        |
| 12  | Tonno Callipo Calabria Vibo Valentia | 22  | 24    | 7     | 17    | 3             | 3             | 1             | 2             | 5             | 10            | 30   | 56   | 0.54  | 1890        | 2019        | 0.94        |
| 13  | Consar RCM Rawenna                   | 2   | 24    | 0     | 24    | 0             | 0             | 0             | 2             | 10            | 12            | 14   | 72   | 0.19  | 1694        | 2095        | 0.81        |

Źródło: http://www.legavolley.it (wł.)
Punktacja: 3:0 i 3:1 – 3 pkt; 3:2 – 2 pkt; 2:3 – 1 pkt; 1:3 i 0:3 – 0 pkt
Zasady ustalania kolejności: 1. liczba punktów; 2. liczba zwycięstw; 3. stosunek setów; 4. stosunek małych punktów; 5. bilans w bezpośrednich meczach
     awans do ćwierfinału
     mecze o 5 miejsce
     spadek do Serie A2

## Faza play-off

### Drabinka
|  |              |                              |              |                              |              |              |              |                          |   |           |           |           |           |           |           |           |  |  |        |        |        |        |        |        |        |
|  | Ćwierćfinały | Ćwierćfinały                 | Ćwierćfinały | Ćwierćfinały                 | Ćwierćfinały | Ćwierćfinały | Ćwierćfinały |                          |   | Półfinały | Półfinały | Półfinały | Półfinały | Półfinały | Półfinały | Półfinały |  |  | Finały | Finały | Finały | Finały | Finały | Finały | Finały |
|  | Ćwierćfinały | Ćwierćfinały                 | Ćwierćfinały | Ćwierćfinały                 | Ćwierćfinały | Ćwierćfinały | Ćwierćfinały |                          |   | Półfinały | Półfinały | Półfinały | Półfinały | Półfinały | Półfinały | Półfinały |  |  | Finały | Finały | Finały | Finały | Finały | Finały | Finały |
|  |              |                              |              |                              |              |              |              |                          |   |           |           |           |           |           |           |           |  |  |        |        |        |        |        |        |        |
|  |              |                              |              |                              |              |              |              |                          |   |           |           |           |           |           |           |           |  |  |        |        |        |        |        |        |        |
|  | 1            | Sir Safety Conad Perugia     | 3            | 3                            |              |              |              |                          |   |           |           |           |           |           |           |           |  |  |        |        |        |        |        |        |        |
|  | 1            | Sir Safety Conad Perugia     | 3            | 3                            |              |              |              |                          |   |           |           |           |           |           |           |           |  |  |        |        |        |        |        |        |        |
|  | 8            | Top Volley Cisterna          | 1            | 0                            |              |              |              |                          |   |           |           |           |           |           |           |           |  |  |        |        |        |        |        |        |        |
|  | 8            | Top Volley Cisterna          | 1            | 0                            |              |              | 1            | Sir Safety Conad Perugia | 1 | 3         | 2         | 3         | 3         |           |           |           |  |  |        |        |        |        |        |        |        |
|  |              |                              |              |                              |              |              |              | Sir Safety Conad Perugia | 1 | 3         | 2         | 3         | 3         |           |           |           |  |  |        |        |        |        |        |        |        |
|  |              |                              | 4            | Leo Shoes PerkinElmer Modena | 3            | 1            | 3            | 2                        | 1 |           |           |           |           |           |           |           |  |  |        |        |        |        |        |        |        |
|  | 4            | Leo Shoes PerkinElmer Modena | 4            | Leo Shoes PerkinElmer Modena | 3            | 1            | 3            | 2                        | 1 | 3         | 3         |           |           |           |           |           |  |  |        |        |        |        |        |        |        |
|  | 4            | Leo Shoes PerkinElmer Modena |              |                              |              |              |              |                          |   |           |           |           |           |           |           |           |  |  |        |        |        |        |        |        |        |
|  | 5            | Allianz Milano               | 0            | 2                            |              |              |              |                          |   |           |           |           |           |           |           |           |  |  |        |        |        |        |        |        |        |
|  | 5            | Allianz Milano               | 0            | 2                            |              |              | 1            | Sir Safety Conad Perugia | 2 | 0         | 3         | 0         |           |           |           |           |  |  |        |        |        |        |        |        |        |
|  |              |                              |              |                              |              |              |              |                          |   |           |           |           |           |           |           |           |  |  |        |        |        |        |        |        |        |
|  |              |                              | 2            | Cucine Lube Civitanova       | 3            | 3            | 1            | 3                        |   |           |           |           |           |           |           |           |  |  |        |        |        |        |        |        |        |
|  | 2            | Cucine Lube Civitanova       | 2            | Cucine Lube Civitanova       | 3            | 3            | 1            | 3                        | 3 | 3         |           |           |           |           |           |           |  |  |        |        |        |        |        |        |        |
|  | 2            | Cucine Lube Civitanova       |              |                              |              |              |              |                          |   |           |           |           |           |           |           |           |  |  |        |        |        |        |        |        |        |
|  | 7            | Vero Volley Monza            | 0            | 1                            |              |              |              |                          |   |           |           |           |           |           |           |           |  |  |        |        |        |        |        |        |        |
|  | 7            | Vero Volley Monza            | 0            | 1                            |              |              | 2            | Cucine Lube Civitanova   | 0 | 0         | 3         | 3         | 3         |           |           |           |  |  |        |        |        |        |        |        |        |
|  |              |                              |              |                              |              |              |              | Cucine Lube Civitanova   | 0 | 0         | 3         | 3         | 3         |           |           |           |  |  |        |        |        |        |        |        |        |
|  |              |                              | 3            | Itas Trentino                | 3            | 3            | 0            | 1                        | 2 |           |           |           |           |           |           |           |  |  |        |        |        |        |        |        |        |
|  | 3            | Itas Trentino                | 3            | Itas Trentino                | 3            | 3            | 0            | 1                        | 2 | 3         | 2         | 3         |           |           |           |           |  |  |        |        |        |        |        |        |        |
|  | 3            | Itas Trentino                |              |                              |              |              |              |                          |   |           |           | 3         |           |           |           |           |  |  |        |        |        |        |        |        |        |
|  | 6            | Gas Sales Bluenergy Piacenza | 0            | 3                            | 0            |              |              |                          |   |           |           |           |           |           |           |           |  |  |        |        |        |        |        |        |        |
|  | 6            | Gas Sales Bluenergy Piacenza | 0            | 3                            | 0            |              |              |                          |   |           |           |           |           |           |           |           |  |  |        |        |        |        |        |        |        |

### Ćwierćfinały
- przegrani meczów ćwierćfinałowych zagrają w meczach o 5 miejsce

(do 2 zwycięstw)
| Data                             | Godz.                            | Gospodarz                        | Rezultat                                       | Gość                             | Widzów                           | MVP                              |
| -------------------------------- | -------------------------------- | -------------------------------- | ---------------------------------------------- | -------------------------------- | -------------------------------- | -------------------------------- |
| Sir Safety Conad Perugia (1)     | Sir Safety Conad Perugia (1)     | Sir Safety Conad Perugia (1)     | 2 – 0                                          | (8) Top Volley Cisterna          | (8) Top Volley Cisterna          | (8) Top Volley Cisterna          |
| 27.03.2022                       | 18:00                            | Sir Safety Conad Perugia         | 3:1 (25:15, 19:25, 25:17, 26:24) Raport        | Top Volley Cisterna              | 2287                             | Matthew Anderson                 |
| 03.04.2022                       | 18:00                            | Top Volley Cisterna              | 0:3 (23:25, 20:25, 20:25) Raport               | Sir Safety Conad Perugia         |                                  | Kamil Rychlicki                  |
| Leo Shoes PerkinElmer Modena (4) | Leo Shoes PerkinElmer Modena (4) | Leo Shoes PerkinElmer Modena (4) | 2 – 0                                          | (5) Allianz Milano               | (5) Allianz Milano               | (5) Allianz Milano               |
| 27.03.2022                       | 18:00                            | Leo Shoes PerkinElmer Modena     | 3:0 (25:13, 25:22, 25:23) Raport               | Allianz Milano                   | 3068                             | Nimir Abdel-Aziz                 |
| 03.04.2022                       | 18:00                            | Allianz Milano                   | 2:3 (25:17, 14:25, 25:22, 18:25, 13:15) Raport | Leo Shoes PerkinElmer Modena     | 2985                             | Earvin N'Gapeth                  |
| Cucine Lube Civitanova (2)       | Cucine Lube Civitanova (2)       | Cucine Lube Civitanova (2)       | 2 – 0                                          | (7) Vero Volley Monza            | (7) Vero Volley Monza            | (7) Vero Volley Monza            |
| 27.03.2022                       | 18:00                            | Cucine Lube Civitanova           | 3:0 (27:25, 25:16, 25:17) Raport               | Vero Volley Monza                | 1675                             | Ivan Zaytsev                     |
| 02.04.2022                       | 18:00                            | Vero Volley Monza                | 1:3 (26:28, 25:19, 17:25, 23:25) Raport        | Cucine Lube Civitanova           | 2173                             | Ricardo Lucarelli                |
| Itas Trentino (3)                | Itas Trentino (3)                | Itas Trentino (3)                | 2 – 1                                          | (6) Gas Sales Bluenergy Piacenza | (6) Gas Sales Bluenergy Piacenza | (6) Gas Sales Bluenergy Piacenza |
| 26.03.2022                       | 20:30                            | Itas Trentino                    | 3:0 (27:25, 25:20, 25:16) Raport               | Gas Sales Bluenergy Piacenza     | 1338                             | Alessandro Michieletto           |
| 03.04.2022                       | 18:00                            | Gas Sales Bluenergy Piacenza     | 3:2 (21:25, 29:31, 25:19, 25:20, 24:22) Raport | Itas Trentino                    | 1126                             | Aaron Russell                    |
| 10.04.2022                       | 18:30                            | Itas Trentino                    | 3:0 (25:22, 25:19, 25:21) Raport               | Gas Sales Bluenergy Piacenza     | 1865                             | Alessandro Michieletto           |

### Półfinały
(do 3 zwycięstw)
| Data                         | Godz.                        | Gospodarz                    | Rezultat                                       | Gość                             | Widzów                           | MVP                              |
| ---------------------------- | ---------------------------- | ---------------------------- | ---------------------------------------------- | -------------------------------- | -------------------------------- | -------------------------------- |
| Sir Safety Conad Perugia (1) | Sir Safety Conad Perugia (1) | Sir Safety Conad Perugia (1) | 3 – 2                                          | (4) Leo Shoes PerkinElmer Modena | (4) Leo Shoes PerkinElmer Modena | (4) Leo Shoes PerkinElmer Modena |
| 13.04.2022                   | 20:30                        | Sir Safety Conad Perugia     | 1:3 (22:25, 25:22, 22:25, 20:25) Raport        | Leo Shoes PerkinElmer Modena     | 3147                             | Earvin N'Gapeth                  |
| 17.04.2022                   | 18:00                        | Leo Shoes PerkinElmer Modena | 1:3 (23:25, 25:22, 21:25, 21:25) Raport        | Sir Safety Conad Perugia         | 4378                             | Massimo Colaci                   |
| 20.04.2022                   | 20:30                        | Sir Safety Conad Perugia     | 2:3 (26:24, 25:22, 16:25, 29:31, 13:15) Raport | Leo Shoes PerkinElmer Modena     | 3068                             | Nimir Abdel-Aziz                 |
| 24.04.2022                   | 18:00                        | Leo Shoes PerkinElmer Modena | 2:3 (25:21, 17:25, 16:25, 25:19, 12:15) Raport | Sir Safety Conad Perugia         |                                  | Wilfredo León                    |
| 27.04.2022                   | 20:30                        | Sir Safety Conad Perugia     | 3:1 (19:25, 25:20, 27:25, 25:15) Raport        | Leo Shoes PerkinElmer Modena     | 3456                             | Matthew Anderson                 |
| Cucine Lube Civitanova (2)   | Cucine Lube Civitanova (2)   | Cucine Lube Civitanova (2)   | 3 – 2                                          | (3) Itas Trentino                | (3) Itas Trentino                | (3) Itas Trentino                |
| 14.04.2022                   | 20:30                        | Cucine Lube Civitanova       | 0:3 (26:28, 20:25, 23:25) Raport               | Itas Trentino                    | 3536                             | Matej Kazijski                   |
| 18.04.2022                   | 18:00                        | Itas Trentino                | 3:0 (25:20, 25:21, 25:23) Raport               | Cucine Lube Civitanova           | 3308                             | Riccardo Sbertoli                |
| 21.04.2022                   | 20:30                        | Cucine Lube Civitanova       | 3:0 (25:16, 25:19, 25:17) Raport               | Itas Trentino                    | 2530                             | Luciano De Cecco                 |
| 24.04.2022                   | 18:00                        | Itas Trentino                | 1:3 (19:25, 29:27, 22:25, 22:25) Raport        | Cucine Lube Civitanova           | 3051                             | Roberlandy Simón Aties           |
| 27.04.2022                   | 20:30                        | Cucine Lube Civitanova       | 3:2 (27:29, 25:21, 21:25, 25:15, 15:11) Raport | Itas Trentino                    | 3552                             | Luciano De Cecco                 |

### Finał
(do 3 zwycięstw)
| Data                         | Godz.                        | Gospodarz                    | Rezultat                                       | Gość                       | Widzów                     | MVP                        |
| ---------------------------- | ---------------------------- | ---------------------------- | ---------------------------------------------- | -------------------------- | -------------------------- | -------------------------- |
| Sir Safety Conad Perugia (1) | Sir Safety Conad Perugia (1) | Sir Safety Conad Perugia (1) | 1 – 3                                          | (2) Cucine Lube Civitanova | (2) Cucine Lube Civitanova | (2) Cucine Lube Civitanova |
| 01.05.2022                   | 18:00                        | Sir Safety Conad Perugia     | 2:3 (17:25, 28:26, 25:20, 17:25, 13:15) Raport | Cucine Lube Civitanova     | 3761                       | Roberlandy Simón Aties     |
| 04.05.2022                   | 20:30                        | Cucine Lube Civitanova       | 3:0 (25:21, 29:27, 25:22) Raport               | Sir Safety Conad Perugia   | 3811                       | Roberlandy Simón Aties     |
| 08.05.2022                   | 18:00                        | Sir Safety Conad Perugia     | 3:1 (24:26, 25:19, 25:18, 26:24) Raport        | Cucine Lube Civitanova     | 3775                       | Wilfredo León              |
| 11.05.2022                   | 20:45                        | Cucine Lube Civitanova       | 3:0 (25:23, 25:16, 25:21) Raport               | Sir Safety Conad Perugia   | 4143                       | Roberlandy Simón Aties     |

## Mecze o 5 miejsce

### Faza grupowa
| Lp. | Drużyna                      | Pkt | Mecze | Mecze | Mecze | Rodzaj wyniku | Rodzaj wyniku | Rodzaj wyniku | Rodzaj wyniku | Rodzaj wyniku | Rodzaj wyniku | Sety | Sety | Sety  | Małe punkty | Małe punkty | Małe punkty |
| Lp. | Drużyna                      | Pkt | M     | W     | P     | 3:0           | 3:1           | 3:2           | 2:3           | 1:3           | 0:3           | wyg. | prz. | stos. | zdob.       | str.        | stos.       |
| --- | ---------------------------- | --- | ----- | ----- | ----- | ------------- | ------------- | ------------- | ------------- | ------------- | ------------- | ---- | ---- | ----- | ----------- | ----------- | ----------- |
| 1   | Gas Sales Bluenergy Piacenza | 14  | 5     | 5     | 0     | 3             | 1             | 1             | 0             | 0             | 0             | 15   | 3    | 5     | 0           | 0           | MAX         |
| 2   | Top Volley Cisterna          | 10  | 5     | 3     | 2     | 2             | 1             | 0             | 1             | 0             | 1             | 11   | 7    | 1.57  | 0           | 0           | MAX         |
| 3   | Vero Volley Monza            | 9   | 5     | 3     | 2     | 1             | 2             | 0             | 0             | 0             | 2             | 9    | 8    | 1.13  | 0           | 0           | MAX         |
| 4   | Werona Volley                | 6   | 5     | 2     | 3     | 1             | 0             | 1             | 1             | 2             | 0             | 10   | 11   | 0.91  | 0           | 0           | MAX         |
| 5   | Allianz Milano               | 6   | 5     | 2     | 3     | 1             | 1             | 0             | 0             | 3             | 0             | 9    | 10   | 0.9   | 0           | 0           | MAX         |
| 6   | Gioiella Prisma Taranto      | 0   | 5     | 0     | 5     | 0             | 0             | 0             | 0             | 0             | 5             | 0    | 15   | 0     | 0           | 0           | MAX         |

Źródło: 
Punktacja: 3:0 i 3:1 – 3 pkt; 3:2 – 2 pkt; 2:3 – 1 pkt; 1:3 i 0:3 – 0 pkt
Zasady ustalania kolejności: 1. liczba punktów; 2. liczba zwycięstw; 3. stosunek setów; 4. stosunek małych punktów; 5. bilans w bezpośrednich meczach
     faza finałowa
| Data       | Godz. | Gospodarz                    | Rezultat                                       | Gość                         | Widzów | MVP                   |
| ---------- | ----- | ---------------------------- | ---------------------------------------------- | ---------------------------- | ------ | --------------------- |
| 1. KOLEJKA |       |                              |                                                |                              |        |                       |
| 16.04.2022 | 20:30 | Allianz Milano               | 1:3 (25:13, 23:25, 23:25, 18:25) Raport        | Vero Volley Monza            | 654    | Georg Grozer          |
| 17.04.2022 | 18:00 | Gas Sales Bluenergy Piacenza | 3:0 (25:18, 25:22, 25:22) Raport               | Top Volley Cisterna          | 403    | Aaron Russell         |
| 17.04.2022 | 18:00 | Werona Volley                | 3:0 (28:26, 25:22, 25:17) Raport               | Gioiella Prisma Taranto      | 1234   | Nathan Wounembaina    |
| 2. KOLEJKA |       |                              |                                                |                              |        |                       |
| 23.04.2022 | 18:00 | Vero Volley Monza            | 3:1 (25:23, 17:25, 25:13, 25:16) Raport        | Werona Volley                | 497    | Santiago Orduna       |
| 24.04.2022 | 16:30 | Gioiella Prisma Taranto      | 0:3 (25:27, 20:25, 24:26) Raport               | Gas Sales Bluenergy Piacenza |        | Adis Lagumdzija       |
| 24.04.2022 | 18:00 | Allianz Milano               | 1:3 (20:25, 25:21, 21:25, 16:25) Raport        | Top Volley Cisterna          | 1012   | Michele Baranowicz    |
| 3. KOLEJKA |       |                              |                                                |                              |        |                       |
| 27.04.2022 | 20:30 | Top Volley Cisterna          | 3:0 (25:15, 31:29, 25:22) Raport               | Gioiella Prisma Taranto      |        | Aidan Zingel          |
| 27.04.2022 | 20:30 | Gas Sales Bluenergy Piacenza | 3:0 (25:17, 25:20, 25:23) Raport               | Vero Volley Monza            | 796    | Maxwell Holt          |
| 27.04.2022 | 20:30 | Werona Volley                | 1:3 (26:28, 25:22, 16:25, 25:27) Raport        | Allianz Milano               | 1335   | Jean Patry            |
| 4. KOLEJKA |       |                              |                                                |                              |        |                       |
| 30.04.2022 | 17:00 | Gioiella Prisma Taranto      | 0:3 (17:25, 23:25, 23:25) Raport               | Allianz Milano               | 443    | Barthélémy Chinenyeze |
| 30.04.2022 | 18:00 | Vero Volley Monza            | 0:3 (16:25, 16:25, 13:25) Raport               | Top Volley Cisterna          | 631    | Stephen Maar          |
| 30.04.2022 | 20:30 | Gas Sales Bluenergy Piacenza | 3:2 (23:25, 25:22, 25:19, 20:25, 15:9) Raport  | Werona Volley                | 1077   | Aaron Russell         |
| 5. KOLEJKA |       |                              |                                                |                              |        |                       |
| 03.05.2022 | 17:00 | Vero Volley Monza            | 3:0 (25:23, 25:23, 25:23) Raport               | Gioiella Prisma Taranto      | 368    | Uładzisłau Dawyskiba  |
| 03.05.2022 | 20:30 | Allianz Milano               | 1:3 (25:20, 27:29, 23:25, 19:25) Raport        | Gas Sales Bluenergy Piacenza | 987    | Edoardo Caneschi      |
| 03.05.2022 | 20:30 | Top Volley Cisterna          | 2:3 (24:26, 25:16, 22:25, 25:20, 17:19) Raport | Werona Volley                |        | Domenico Cavaccini    |

### Faza finałowa
Drabinka
|  |           |                              |           |                     |   |       |                              |       |
|  | Półfinały | Półfinały                    | Półfinały |                     |   | Finał | Finał                        | Finał |
|  | Półfinały | Półfinały                    | Półfinały |                     |   | Finał | Finał                        | Finał |
|  |           |                              |           |                     |   |       |                              |       |
|  |           |                              |           |                     |   |       |                              |       |
|  | 1         | Gas Sales Bluenergy Piacenza | 3         |                     |   |       |                              |       |
|  | 1         | Gas Sales Bluenergy Piacenza | 3         |                     |   |       |                              |       |
|  | 4         | Werona Volley                | 1         |                     |   |       |                              |       |
|  | 4         | Werona Volley                | 1         |                     |   | 1     | Gas Sales Bluenergy Piacenza | 3     |
|  |           |                              |           |                     |   | 1     | Gas Sales Bluenergy Piacenza | 3     |
|  |           |                              | 2         | Top Volley Cisterna | 1 |       |                              |       |
|  | 2         | Top Volley Cisterna          | 2         | Top Volley Cisterna | 1 | 3     |                              |       |
|  | 2         | Top Volley Cisterna          |           |                     |   |       |                              |       |
|  | 3         | Vero Volley Monza            | 1         |                     |   |       |                              |       |
|  | 3         | Vero Volley Monza            | 1         |                     |   |       |                              |       |
|  |           |                              |           |                     |   |       |                              |       |

| Data       | Godz. | Gospodarz                    | Rezultat                                | Gość                | Widzów | MVP               |
| ---------- | ----- | ---------------------------- | --------------------------------------- | ------------------- | ------ | ----------------- |
| Półfinały  |       |                              |                                         |                     |        |                   |
| 07.05.2022 | 20:30 | Gas Sales Bluenergy Piacenza | 3:1 (25:22, 25:11, 19:25, 25:19) Raport | Werona Volley       | 1142   | Edoardo Caneschi  |
| 07.05.2022 | 20:30 | Top Volley Cisterna          | 3:1 (15:25, 25:20, 25:22, 26:24) Raport | Vero Volley Monza   |        | Giacomo Raffaelli |
| Finał      |       |                              |                                         |                     |        |                   |
| 13.05.2022 | 20:45 | Gas Sales Bluenergy Piacenza | 3:1 (25:23, 25:19, 26:28, 25:20) Raport | Top Volley Cisterna | 1487   | Aaron Russell     |

## Transfery[3]
| Cucine Lube Civitanova | Cucine Lube Civitanova |
| Przychodzą | Odchodzą |
| --- | --- |
| - Ricardo Lucarelli (Itas Trentino) - Gabriel Garcia Fernández (Brigham Young University) - Rok Jerončič (Calcit Kamnik) - Ivan Zaytsev (Kuzbass Kemerowo) - Daniele Sottile (Top Volley Cisterna) | - Joandry Leal (Leo Shoes PerkinElmer Modena) - Kamil Rychlicki (Sir Safety Conad Perugia) - Jan Hadrava (Jastrzębski Węgiel) - Marco Falaschi (Gioiella Prisma Taranto) - Jacopo Larizza (Agnelli Tipiesse Bergamo) |

| Sir Safety Conad Perugia | Sir Safety Conad Perugia |
| Przychodzą | Odchodzą |
| --- | --- |
| - Matthew Anderson (Shanghai Golden Age) - Kamil Rychlicki (Cucine Lube Civitanova) - Kristers Dardzans (SK Jēkabpils Lūši) - Simone Giannelli (Itas Trentino) - Stefano Mengozzi (Consar RCM Rawenna) | - Maciej Muzaj (Asseco Resovia Rzeszów) - Aleksandar Atanasijević (PGE Skra Bełchatów) - Sharone Vernon-Evans (Osaka Blazers Sakai) - Jan Zimmermann (Kioene Padwa) - David Sossenheimer (AS Cannes VB) - Omar Biglino (HRK Motta di Livenza) |

| Itas Trentino | Itas Trentino |
| Przychodzą | Odchodzą |
| --- | --- |
| - Matej Kazijski (Werona Volley) - Julian Zenger (Berlin Recycling Volleys) - Daniele Lavia (Leo Shoes PerkinElmer Modena) - Riccardo Sbertoli (Allianz Milano) - Oreste Cavuto (Top Volley Cisterna) - Giulio Pinali (Consar RCM Rawenna) - Daniele Albergati (Sa.Ma. Portomaggiore) | - Nimir Abdel-Aziz (Leo Shoes PerkinElmer Modena) - Ricardo Lucarelli (Cucine Lube Civitanova) - Luis Tomas Sosa (Lindaren Volley Amriswil) - Simone Giannelli (Sir Safety Conad Perugia) - Salvatore Rossini (Leo Shoes PerkinElmer Modena) - Dick Kooy (szuka klubu) - Lorenzo Cortesia (Werona Volley) - Andrea Argenta (Rinascita Lagonegro) |

| Vero Volley Monza | Vero Volley Monza |
| Przychodzą | Odchodzą |
| --- | --- |
| - Georg Grozer (Gas Sales Bluenergy Piacenza) - Aleks Grozdanow (Consar RCM Rawenna) - Denis Karjagin (Neftochimik Burgas) - Tomislav Mitrašinović (HAOK Mladost Zagrzeb) - Alessandro Galliani (Pool Libertas Cantù) - Francesco Comparoni (Zephyr Trading La Spezia) - Marco Gaggini | - Maxwell Holt (Gas Sales Bluenergy Piacenza) - Adis Lagumdzija (Gas Sales Bluenergy Piacenza) - Mateusz Poręba (Indykpol AZS Olsztyn) - Daniel Alejandro Ramirez Pita (Lausanne UC) - Filippo Lanza (Top Volley Cisterna) - Simone Falgari (szuka klubu) - Davide Brunetti (Sa.Ma. Portomaggiore) |
| w trakcie sezonu | |
| - Milan Katić (od 08.12.2021) (LUK Lublin) | - Tomislav Mitrašinović (do 21.12.2021) (szuka klubu) - Francesco Comparoni (do 18.10.2021) (Consar RCM Rawenna) |

| Leo Shoes PerkinElmer Modena | Leo Shoes PerkinElmer Modena |
| Przychodzą | Odchodzą |
| --- | --- |
| - Joandry Leal (Cucine Lube Civitanova) - Bruno Rezende (Funvic Taubaté) - Nimir Abdel-Aziz (Itas Trentino) - Maarten Van Garderen (Ziraat Bankası Ankara) - Earvin N’Gapeth (Zenit Kazań) - Swan N’Gapeth (Stade Poitevin Poitiers) - Salvatore Rossini (Itas Trentino) - Nicola Salsi (Rinascita Lagonegro) - Lorenzo Sala - Riccardo Gollini | - Micah Christenson (Zenit Kazań) - Jenia Grebennikov (Zenit Petersburg) - Moritz Karlitzek (Arago de Sète) - Paul Buchegger (Spor Toto) - Nemanja Petrić (Biełogorje Biełgorod) - Luis Estrada (Funvic Taubaté) - Tommaso Rinaldi (Top Volley Cisterna) - Luca Vettori (Shanghai Golden Age) - Paolo Porro (Allianz Milano) - Giovanni Sanguinetti (szuka klubu) - Nicola Iannelli (przerwa w karierze) |

| Tonno Callipo Calabria Vibo Valentia | Tonno Callipo Calabria Vibo Valentia |
| Przychodzą | Odchodzą |
| --- | --- |
| - Yūji Nishida (JTEKT Stings) - Flávio Gualberto (Aluron CMC Warta Zawiercie) - Douglas Souza da Silva (Funvic Taubaté) - Maurício Borges Silva (Funvic/Taubaté) - Luka Basic (Allianz Milano) - Davide Candellaro (Gas Sales Bluenergy Piacenza) - Pier Paolo Partenio (Abba Pineto) - Fabio Bisi (Gruppo Consoli McDonald's Brescia) - Alberto Nicotra (Sistemia Aci Castello) - Davide Russo (Cave del Sole Geomedical Lagonegro) | - Torey Defalco (Indykpol AZS Olsztyn) - Thibault Rossard (Gas Sales Bluenergy Piacenza) - Barthélémy Chinenyeze (Allianz Milano) - Aboubacar Dramé Neto (Tours VB) - Victor Cardoso (SESI São Paulo) - Petar Đirlić (Top Volley Cisterna) - Dante Chakravorti (Synergy VBC Mondovì) - Enrico Cester (Gas Sales Bluenergy Piacenza) - Simone Sardanelli (Olimpia SBV Galatina) - Andrea Fioretti (Abba Pineto) - Francesco Corrado (Aurispa Libellula Lecce) |

| Gas Sales Bluenergy Piacenza | Gas Sales Bluenergy Piacenza |
| Przychodzą | Odchodzą |
| --- | --- |
| - Thibault Rossard (Tonno Callipo Calabria Vibo Valentia) - Antoine Brizard (Zenit Petersburg) - Pierre Pujol (Berlin Recycling Volleys) - Tonček Štern (Kioene Padwa) - Maxwell Holt (Vero Volley Monza) - Adis Lagumdzija (Vero Volley Monza) - Enrico Cester (Tonno Callipo Calabria Vibo Valentia) - Francesco Recine (Consar RCM Rawenna) - Edoardo Caneschi (Werona Volley) - Damiano Catania (Banca Alpi Marittime Acqua San Bernardo Cuneo) | - Georg Grozer (Vero Volley Monza) - Trévor Clévenot (Ziraat Bankası Ankara) - Mohammad Musawi (Fenerbahçe HDI Sigorta) - Michal Finger (Ar-Rajjan SC) - Raydel Hierrezuelo Aguirre (szuka klubu) - Michele Baranowicz (Top Volley Cisterna) - Davide Candellaro (Tonno Callipo Calabria Vibo Valentia) - Jacopo Botto (BAM Acqua S.Bernardo Cuneo) - Marco Izzo (BCC Castellana Grotte) |

| Allianz Milano | Allianz Milano |
| Przychodzą | Odchodzą |
| --- | --- |
| - Thomas Jaeschke (Werona Volley) - Barthélémy Chinenyeze (Tonno Callipo Calabria Vibo Valentia) - Jovan Djokic (Chênois Genève Volleyball) - Paolo Porro (Leo Shoes PerkinElmer Modena) - Yuri Romanò (Emma Villas Aubay Siena) | - Jan Kozamernik (Asseco Resovia Rzeszów) - Tine Urnaut (Zenit Petersburg) - Stephen Maar (Top Volley Cisterna) - Luka Basic (Tonno Callipo Calabria Vibo Valentia) - Luan Weber (Altekma Izmir) - Matteo Meschiari (Tinet Prata di Pordenone) |

| Werona Volley | Werona Volley |
| Przychodzą | Odchodzą |
| --- | --- |
| - Rok Možič (Merkur Maribor) - Raphael Vieira de Oliveira (Funvic Taubaté) - Uroš Nikolić (OK Niš) - Anton Qafarena (Barkom-Każany Lwów) - Lorenzo Cortesia (Itas Trentino) | - Matej Kazijski (Itas Trentino) - Thomas Jaeschke (Allianz Milano) - Aidan Zingel (Top Volley Cisterna) - Edoardo Caneschi (Gas Sales Bluenergy Piacenza) - Milan Peslac (Consar RCM Rawenna) |
| w trakcie sezonu | |
| - Nathan Wounembaina (od 31.10.2021) (Al Arabi Ad-Dauha) | |

| Consar RCM Rawenna | Consar RCM Rawenna |
| Przychodzą | Odchodzą |
| --- | --- |
| - Mateusz Biernat (Gwardia Wrocław) - Niels Klapwijk (CS Arcada Galați) - Aleksandar Ljaftow (Chebyr Pazardżik) - Dimitar Dimitrow (CSKA Sofia) - Marko Vukašinović (Al-Hilal VC) - Luka Ulrich (Volley Schönenwerd) - Riccardo Goi (Gioiella Prisma Taranto) - Milan Peslac (Werona Volley) - Francesco Fusaro (Kioene Padwa) - Alex Erati (BCC Castellana Grotte) - Nicola Candeli (Gruppo Consoli McDonald's Brescia) | - Jani Kovačič (ACH Volley Lublana) - Aleks Grozdanow (Vero Volley Monza) - Eric Loeppky (Kioene Padwa) - Brandon Koppers (MKS Będzin) - Aleksa Batak (szuka klubu) - Martins Arasomwan (Kemas Lamipel Santa Croce) - Francesco Recine (Gas Sales Bluenergy Piacenza) - Giulio Pinali (Itas Trentino) - Ludovico Giuliani (Abba Pineto) - Tommaso Stefani (Gioiella Prisma Taranto) - Paolo Zonca (Nice VB) - Nicolò Rossi (Sa.Ma. Portomaggiore) |
| w trakcie sezonu | |
| - André Luiz Queiroz (od 11.11.2021) (Solhan SK) - Francesco Comparoni (od 19.10.2021) (Vero Volley Monza) | |

| Kioene Padwa | Kioene Padwa |
| Przychodzą | Odchodzą |
| --- | --- |
| - Jan Zimmermann (Sir Safety Conad Perugia) - Linus Weber (VfB Friedrichshafen) - Eric Loeppky (Consar RCM Rawenna) - Georgi Petrow (Chaumont VB 52) - Nicolò Bassanello (Volley Team San Donà di Piave) - Federico Crosato (Volley Treviso) - Andrea Schiro | - Wojciech Włodarczyk (LUK Politechnika Lublin) - Tonček Štern (Gas Sales Bluenergy Piacenza) - Kawika Shoji (Spor Toto) - Santiago Danani (Berlin Recycling Volleys) - Alexander Tusch (Neftochimik Burgas) - Sebastiano Milan (Rinascita Lagonegro) - Francesco Fusaro (Consar RCM Rawenna) - Leonardo Ferrato (HRK Motta di Livenza) - Pietro Merlo (Volley Team San Donà di Piave) - Nicolò Casaro (Aurispa Libellula Lecce) |
| w trakcie sezonu | |
| - Ran Takahashi (od 26.11.2021) (Nippon Sport Science University) | |

| Top Volley Cisterna | Top Volley Cisterna |
| Przychodzą | Odchodzą |
| --- | --- |
| - Stephen Maar (Allianz Milano) - Aidan Zingel (Werona Volley) - Tommaso Rinaldi (Leo Shoes PerkinElmer Modena) - Michele Baranowicz (Gas Sales Bluenergy Piacenza) - Lorenzo Giani (Vero Volley Monza B) - Elia Bossi (Leo Shoes PerkinElmer Modena) - Giacomo Raffaelli (Stade Poitevin Poitiers) - Matteo Picchio (Pool Libertas Cantù) | - Georgi Seganow (Cizre Belediyesi) - Kévin Tillie (Tours VB) - Oreste Cavuto (Itas Trentino) - Luigi Randazzo (Gioiella Prisma Taranto) - Giulio Sabbi (Gioiella Prisma Taranto) - Daniele Sottile (Cucine Lube Civitanova) - Andrea Rossi (Emma Villas Aubay Siena) - Samuel Onwuelo (Emma Villas Aubay Siena) - Luca Rossato (Opus Sabaudia) - Andrea Rondoni (Tinet Prata di Pordenone) |
| w trakcie sezonu | |
| - Bardija Saadat (od 11.11.2021) (OK Niš) - Petar Đirlić (od 13.10.2021) (Tonno Callipo Calabria Vibo Valentia) - Twan Wiltenburg (od 18.11.2021) (Tectum Achel) - Filippo Lanza (od 05.11.2021) (Vero Volley Monza) | - Filippo Lanza (Shanghai Golden Age) |

| Gioiella Prisma Taranto | Gioiella Prisma Taranto |
| Przychodzą | Odchodzą |
| --- | --- |
| - Luciano Palonsky (Tourcoing LM) - João Rafael Ferreira (Funvic Taubaté) - Gustavs Freimanis (SK Jēkabpils Lūši) - Luigi Randazzo (Top Volley Cisterna) - Giulio Sabbi (Top Volley Cisterna) - Marco Falaschi (Cucine Lube Civitanova) - Tommaso Stefani (Consar RCM Rawenna) - Gabriele Laurenzano (Materdominivolley.it Castellana Grotte) - Peppino Carbone (Pallavolo Franco Tigano Palmi) - Davide Pellegrino (Libellula Fulgor Tricase) - Filippo Pochini (Synergy Mondovì) | - Williams Padura Diaz (Agnelli Tipiesse Bergamo) - Simone Parodi (Tours VB) - Riccardo Goi (Consar RCM Rawenna) - Manuel Coscione (Pool Libertas Cantù) - Alessio Fiore (BCC Castellana Grotte) - Luca Presta (BCC Castellana Grotte) - Francesco Cottarelli (Sistemia Aci Castello) - Paolo Cascio (Videx Grottazzolina) - Nicolò Hoffer (Rinascita Lagonegro) - Sandi Persoglia (Abba Pineto) - Roberto Cominetti (Conad Reggio Emilia) |
| w trakcie sezonu | |
| - Arshdeep Dosanjh (od 10.11.2021) (Afyon Belediye Yüntaş) | - Luciano Palonsky (do 20.12.2021) (Tours VB) - João Rafael Ferreira (do 24.03.2022) (szuka klubu) |